# Jack Yerman
John Lloyd Yerman, més conegut com a Jack Yerman (anglès: John Lloyd «Jack» Yerman)  (Oroville, 5 de febrer de 1939) és un atleta estatunidenc, ja retirat, especialista en curses de velocitat i de mitjana distància, que va competir durant les dècades de 1950 i 1960.
El 1960 va prendre part en els Jocs Olímpics d'Estiu de Roma, on va disputar dues proves del programa d'atletisme. Formant equip amb Earl Young, Glenn Davis i Otis Davis guanyà la medalla d'or en els 4x400 metres. Amb un temps de 3' 02.2" van establir un nou rècord mundial en aquesta distància. Per la seva banda, en els 400 metres quedà eliminat en semifinals.
En el seu palmarès també destaca una medalla de plata en els Jocs Panamericans de 1959.
També jugà com a fullback amb Berkeley al Rose Bowl.

## Millors marques
- 400 metres llisos. 46.0 " (1960)
- 800 metres llisos. 1'47.2" (1962)[4]